# McJob
McJob (em português, "McEmprego") é uma gíria, mais comumente utilizada em países de língua inglesa,  para se referir a empregos de baixo salário, frequentemente precários, baixo prestígio e que requerem poucas habilidades, oferecendo poucas possibilidades de crescimento profissional.
O termo é um trocadilho com o nome da rede de lanchonetes McDonald's, reconhecida internacionalmente por empregar adolescentes e jovens sem experiência ou qualificação e por oferecer, em contrapartida, salários muito baixos.
Posteriormente passou a ser usado para descrever qualquer ocupação de baixo prestígio, para a  qual pouco treinamento é requerido e na qual a rotatividade de mão de obra é grande, sendo que as atividades dos trabalhadores são  rigidamente controladas por gerentes. A maioria dos McJobs é oferecida pelo setor terciário, particularmente redes de  fast-food e varejo.
"McEscravo" é uma expressão análoga, bastante popular no Brasil, mas usada apenas para se referir a funcionários de redes de fast-food.